# Убежище (телесериал)
«Убежище» (англ. Sanctuary) — научно-фантастический сериал, созданный исключительно для трансляции в сети Интернет. Позже сериал стали транслировать в США по каналу Syfy Universal и в России на телеканале Fox и с октября 2013 года на канале «Настоящее страшное телевидение».

## Сюжет
«Убежище» — это сериал о приключениях доктора Хелен Магнус и её помощников: бывшего судебного психиатра доктора Уилла Циммермана, технического гения Генри, её дочери Эшли и мошенницы Кейт Фрилендер. Вместе они выслеживают, изучают и охраняют странных и страшных существ, которые тайно заполонили наш мир. Вместе с Магнус Уилл, Эшли и Генри, а позже и Кейт используют уникальное сочетание инстинктов, медицины и передовых технологий, чтобы найти существ, которые скрываются в уголках нашей цивилизации.

## История создания
В 2007 году была выпущена первая версия сериала. В 2008 году часть актёров была заменена, а сцены с ними были пересняты. После ремастеринга новое «Убежище» вышло на американском телеканале Sci Fi. Первый сезон сериала закончился в январе 2009, а с 9 октября 2009 начался показ второго сезона сериала. а 16 октября 2010 — показ третьего.. Канал Sci Fi закрыл сериал после четвёртого сезона.

## Герои и актёры

### Главные герои
Доктор Хелен Магнус  (Аманда Таппинг)
Родилась в Англии в 1850 году. По специальности хирург, патологоанатом, а также доктор философии и теологии, криптозоолог и ксенобиолог. Как истинная англичанка, терпеть не может кофе, потребляя лишь чай. Обрела бессмертие благодаря инъекции сыворотки, основанной на крови вампира.
Доктор Уилл Циммерман  (Робин Данн) (Провост Дариен)
Психиатр. Работает в полиции, ранее работал в ФБР. Долгое время занимался терапией. С детства патологически боится монстров, после того, как один из них убил его мать.
Эшли Магнус  (Эмили Уллеруп)
Дочь Хелен Магнус и Джона Друитта. Обладает некоторыми навыками, но действует чаще всего необдумано. От отца унаследовала повышенную агрессивность. Долгое время считала, что её отец был убит абнормалом. Была захвачена Кабалом и перепрограммирована в телепортирующегося вампироподобного убийцу. Вместе с подобными убийцами, уничтожила несколько Убежищ в разных странах, включая Токио и Лондон.  Во время штурма нью-йоркского Убежища, Хелен удалось «достучаться» до дочери, и Эшли пожертвовала собой, чтобы спасти мать.
Монтагью Джон Друитт  (Кристофер Хейердал)
Первый пациент Хелен, также её любовник и отец Эшли. Он же Джек Потрошитель. Получил способность телепортации через пространство-время благодаря сыворотке, основанной на крови вампира. Прибыв в XIX век, он повстречал Хелен, которая узнала, что каждая телепортация безвозвратно деградирует определённую область его мозга. Это в конце концов и приводит к потере рассудка и необъяснимой ненависти к проституткам. Попытка его убийства Хелен привела к возвращению рассудка. Позже становится известно, что виной всему не телепортация, а некое внепространственное существо, вселившееся в Друитта во время одной из телепортаций. Позже это существо было изгнано, вселилось в «убежище», было снова изгнано и вселилось обратно в Друитта.
Генри Фосс  (Райан Роббинс)
Проектировщик оружия и блестящий программист. Позже раскрывается, что он является оборотнем. Он вырос в убежище и долгое время боялся своей истинной сущности.
Бигфут (Кристофер Хейердал) 
Умный снежный человек (именно так характеризует его Тесла в 16 серии 3 сезона), являющийся одновременно дворецким, шофёром и телохранителем Хелен. Становится известно, что он является изгоем своего народа.
Кейт Фриландер (Агам Дарши)
Бывшая мошенница со связями в Кабале. Обладает огромными знаниями преступного мира и абнормалов. После того, как она была предана Кабалом, присоединяется к команде Убежища. Родилась в Мумбаи, но её семья переехала в Америку в детстве. Встречается с аномалом с Полой Земли.
Никола Тесла (Джонатон Янг)
Основанный на образе реального Николы Теслы обаятельный и харизматичный вампир, который любит Хелен, а вот она его, возможно, нет. Затем — ещё более обаятельный и харизматичный человек с электромагнитными сверхспособностями и непревзойдённым интеллектом. Позже снова становится вампиром благодаря крови королевы вампиров. Входил в число «5». Был наиболее изменён сывороткой вампира, став, по сути, почти настоящим вампиром, правда, также обладая способностью бросать молнии.
Деклан МакРэй (Роберт Лоуренсон)
Глава лондонского Убежища после смерти Джеймса Ватсона после уничтожения лондонского Убежища агентами Кабала. Затем становится одним из помощников Хелен. Возвращается в Лондон после восстановления Убежища.

### Члены группы «5»
Доктор Хелен Магнус, Монтагью Джон Друитт, Никола Тесла, Найджел Гриффин, Сэр Джеймс Уотсон.

## Список эпизодов
| Сезон | Сезон | Эпизоды | Оригинальная дата показа | Оригинальная дата показа |
| Сезон | Сезон | Эпизоды | Премьера сезона          | Финал сезона             |
| ----- | ----- | ------- | ------------------------ | ------------------------ |
|       | W     | 8       | 14 марта 2007            | 30 августа 2007          |
|       | 1     | 13      | 3 октября 2008           | 5 января 2009            |
|       | 2     | 13      | 9 октября 2009           | 15 января 2010           |
|       | 3     | 20      | 15 октября 2010          | 20 июня 2011             |
|       | 4     | 13      | 7 октября 2011           | 30 декабря 2011          |